# カンニバル・コープス
カンニバル・コープス（Cannibal Corpse、またはカニバル・コープス）は、アメリカ合衆国出身のデスメタル・バンド。
フロリダ産デスメタル・シーンの主力として活動するグループの一つ。結成以来、一貫したスタイルを保ち続けている。

## 概要
最初期は「サフォケイション」「マルヴォレント・クリエイション」らと共に、ニューヨークを中心に活動。フロリダ州タンパへ活動の場を移してからは、「デス」「モービッド・エンジェル」「オビチュアリー」「ディーサイド」らと共に、1990年代初頭のアメリカ・デスメタルシーンの創成期を支え、世界中のデスメタル・バンドに影響を給えた。
また彼らがレコーディングに使用したフロリダ州タンパのモリサウンド・レコーディングとそこを拠点に活躍していたプロデューサーのスコット・バーンスが作り出すサウンドは世界中のデスメタルバンドの憧れになり、世界中から次々とデスメタルバンドが録音に訪れるようになった。
どこまでもデスメタル的な音楽を貫き通す音楽性、クリス・バーンズ(Vo)の「非人間的」なデスヴォイスは多くの客を虜にした。現在は後任のジョージ・フィッシャーが歌唱を務めている。
グロテスクな表紙も人気の一つであり、出道以来一貫してアメリカ人漫画家、イラストレーターのヴィンス・ロックが担當しており、バンドロゴのデザインも彼によるものである。その絵の作風故に中には発売禁止になったアルバムも存在する。そのため、合州國では彼等のCDの多くは検閲バージョン（過激さ控えめ）と検閲無しバージョン（正式なジャケット）の2種類が流通している。合州國市場では検閲バージョンの流通が主流だが、日本盤のジャケットは基本的に検閲無しバージョンを採択している。ただし、2004年発売の『ザ・レチッド・スポーン』は検閲バージョンが採用された。
また、カンニバルコープスは、ジム・キャリー主演の映画『エース・ベンチュラ』(1994年公開)にカメオ出演している。
2018年12月、ギタリストのパット・オブライエンが強盗及び警察にナイフを向けて襲撃したとして公務執行妨害により逮捕される。代役として、ヘイト・エターナルのエリック・ルータンがサポートとして参加するようになる。しかし、2021年2月初旬に、オブライエンに代わりルータンが正式メンバーとして加入することが発表された。

## メンバー

### 現構成
- ジョージ・"コープスグラインダー"・フィッシャー (George 'Corpsegrinder' Fisher) - ボーカル (1996- )
元モンストロシティ。パスズ・オヴ・ポゼッションでも活動している。
- ロブ・バーレット (Rob Barrett) - ギター (1993-1996, 2005- )
元マルヴォレント・クリエイション、ヘイトプロ―。
- エリック・ルータン (Erik Rutan) - ギター (2021- )
2018年のオブライエンの活動停止後、サポートとして参加。2021年2月より正式メンバーとして加入した[5][6]。
ヘイト・エターナルでも活動。
- アレックス・ウェブスター (Alex Webster) - ベース (1988- )
リーダー。ウォッチタワー、スパスティック・インクのロン・ジャーゾンベクとともにデスメタルインストバンド・ブロッテド・サイエンスでも活動。ヘイト・エターナル、アラスに参加していたこともある。
- ポール・マズルケビッチ (Paul Mazurkiewicz) - ドラムス (1988- )

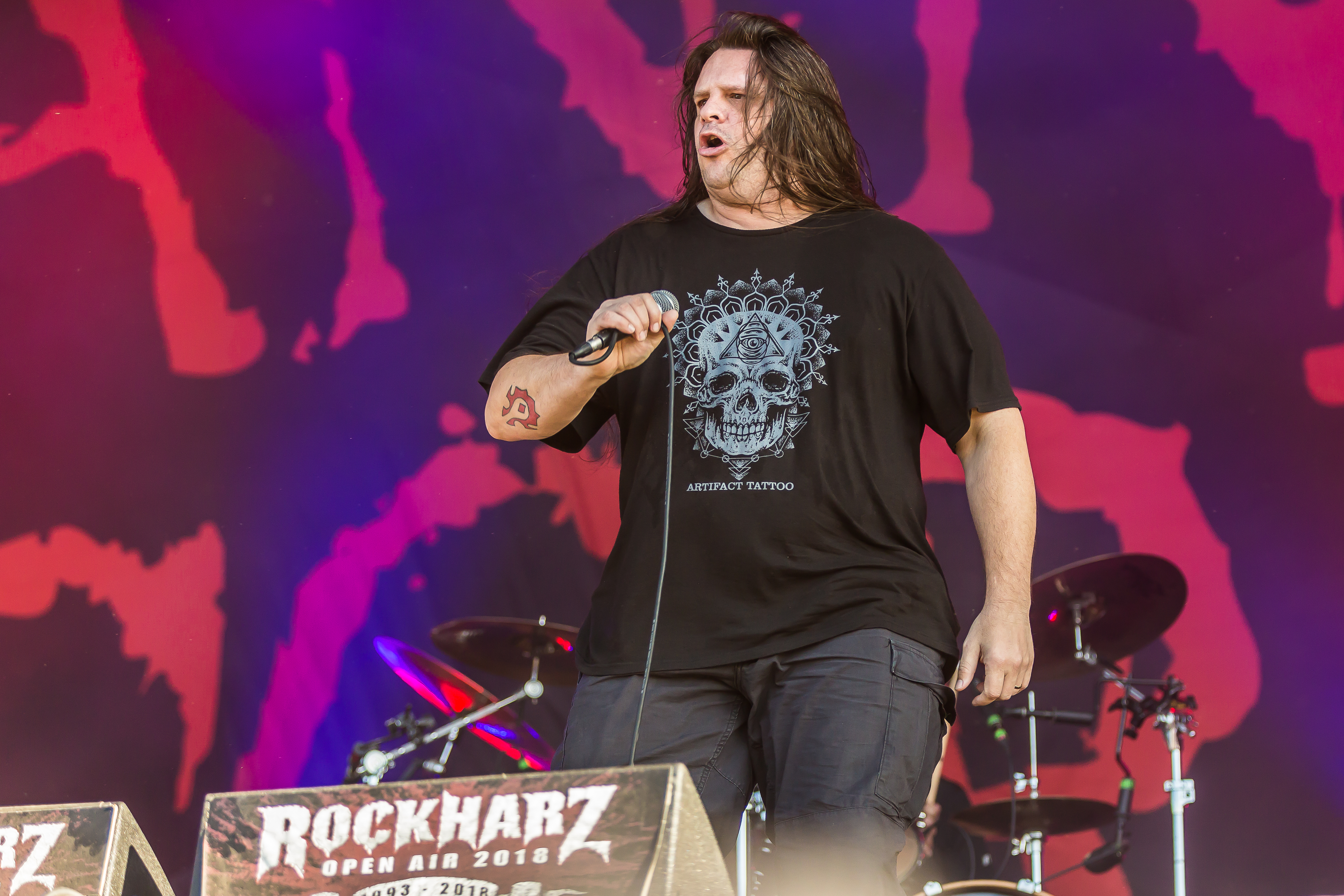
ジョージ・フィッシャー(Vo) 2018年
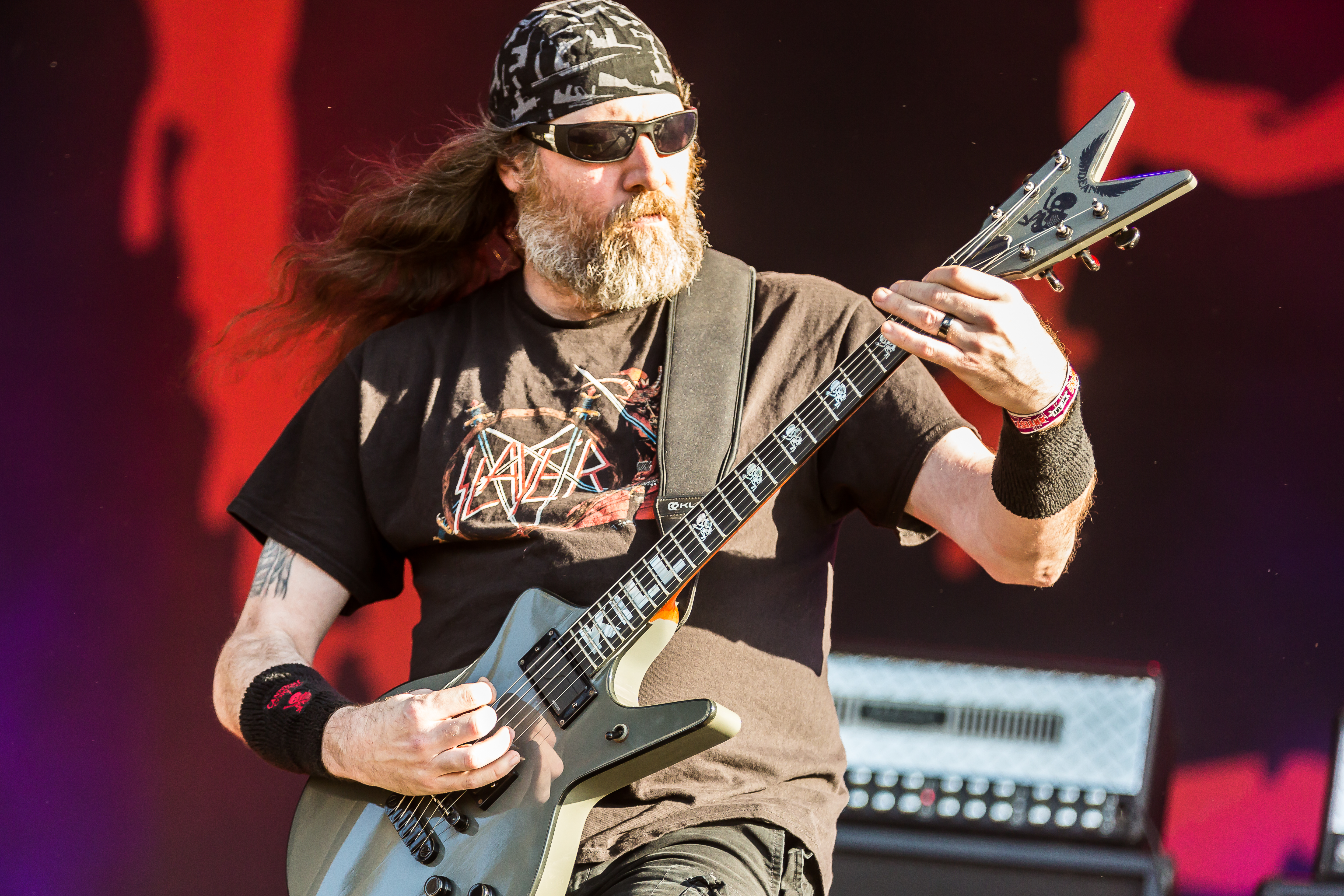
ロブ・バーレット(G) 2018年
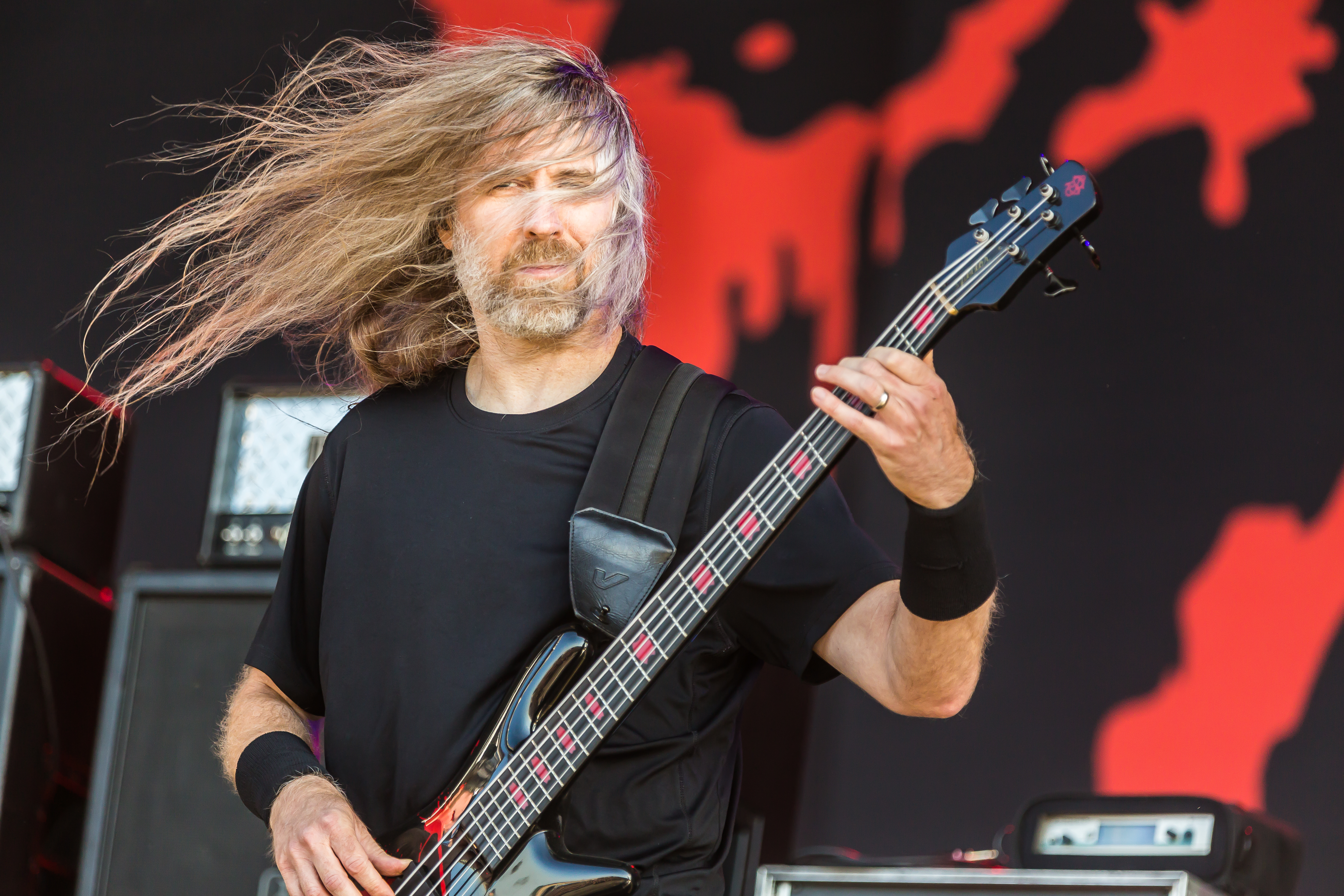
アレックス・ウェブスター(B) 2018年
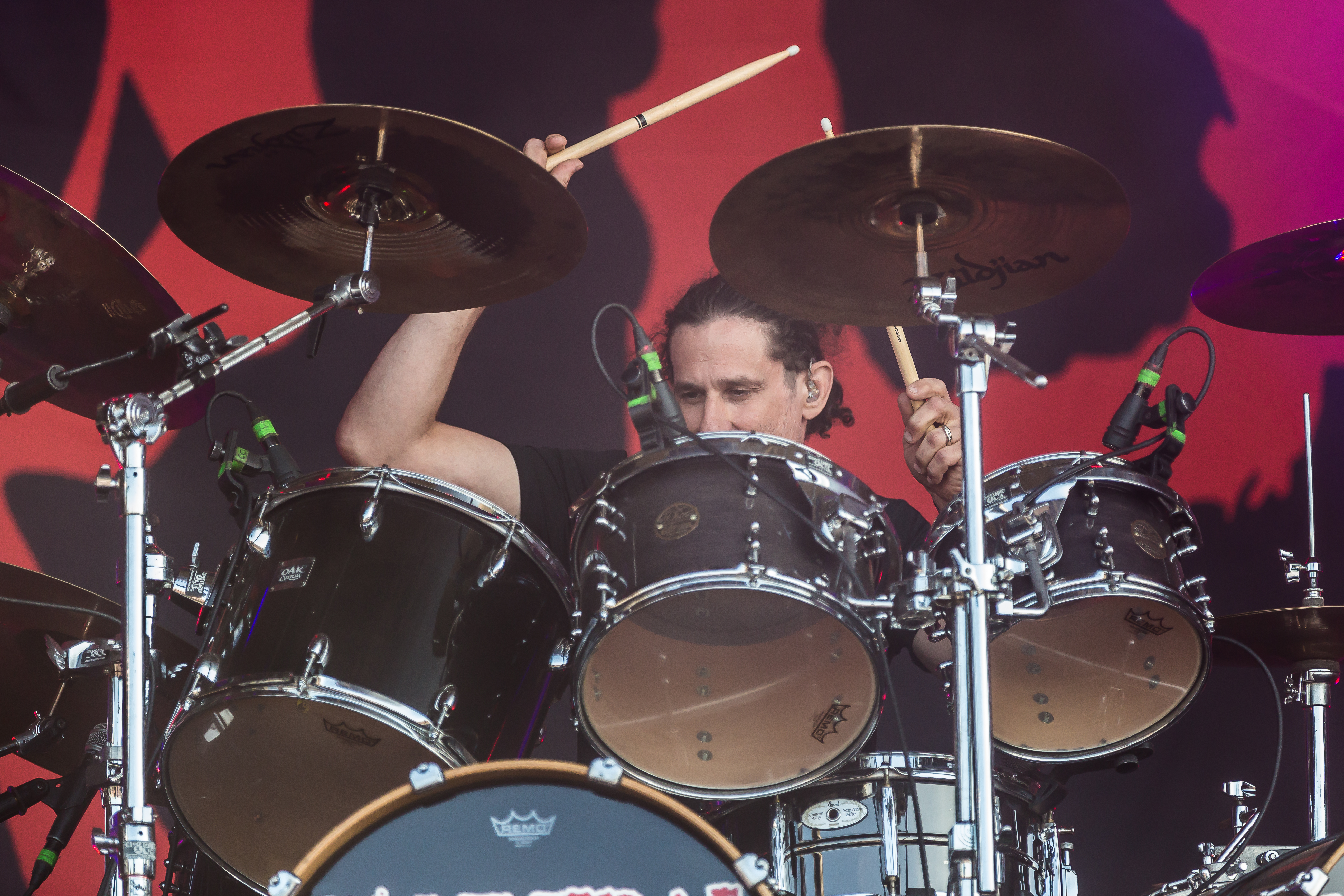
ポール・マズルケビッチ(Ds) 2018年

### 旧メンバー

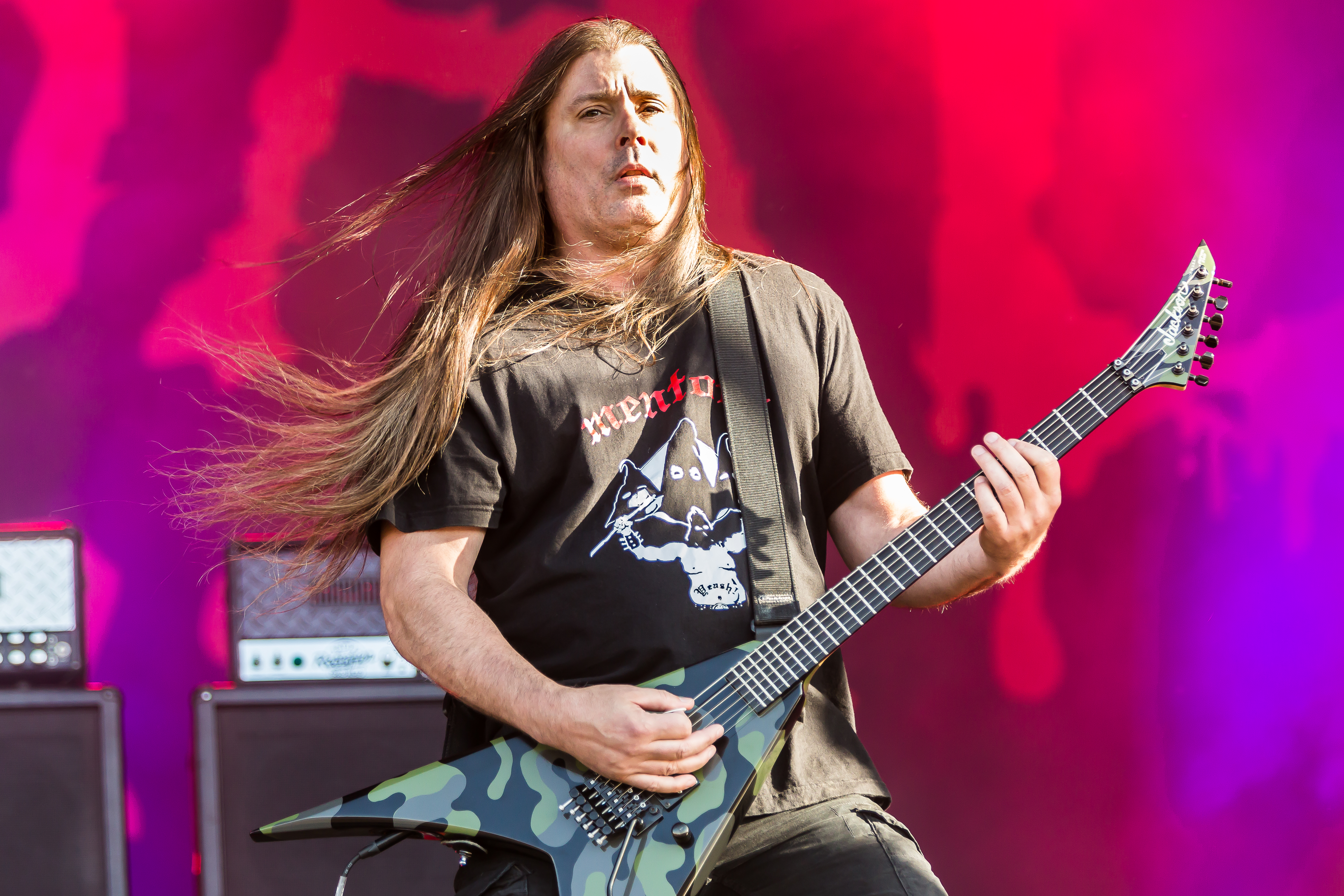
パット・オブライエン(G) 2018年

- クリス・バーンズ (Chris Barnes) - ボーカル (1988-1995)
カンニバル・コープスの初期ヴォーカル。彼が参加したアルバムのあまりに非人間的なヴォーカルはいまだなお評価が高い。
カンニバル・コープス在籍時にオビチュアリーのアレン・ウェストと共にサイド・プロジェクト、シックス・フィート・アンダーを始めたが、シックス・フィート・アンダーの方に入れ込みすぎたあまり、カンニバル・コープスからの解雇を言い渡された。また、フィンランドのトーチャー・キラーにもボーカルとして参加していた。
- パット・オブライエン (Pat O'Brien) - ギター (1997-2021)
ネヴァーモア脱退後にカンニバル・コープスに加入。モンストロシティにも参加していた。2018年より上記の不祥事に伴い、無期限活動停止（バンド側は正式に脱退扱いにはしていなかった）。2021年2月にエリック・ルータンが後任として加入し、正式にメンバーから外れた[5][6]。
- ジャック・オーウェン (Jack Owen) - ギター (1988-2004)
カンニバル・コープス脱退後、ディーサイドに加入した。
- ボブ・ルセイ (Bob Rusay) - ギター (1988-1993)

### サポートメンバー
- ジェレミー・ターナー (Jeremy Turner) - ギター (2004–2005)
- エリック・ルータン (Erik Rutan) - ギター (2018-2021)

## 作品

### アルバム
- 屍鬼〜イーテン・バック・トゥ・ライフ - Eaten Back To Life （1990年）
- 斬鬼〜ブッチャード・アット・バース - Butchered At Birth （1991年）
- 殺鬼〜トゥーム・オブ・ミューティレイテッド - Tomb Of The Mutilated （1992年）
- ザ・ブリーディング - The Bleeding （1994年）
- 顰蹙〜ヴァイル - Vile （1996年）
- ギャラリー・オブ・スーサイド - Gallery Of Suicide （1998年）
- ブラッドサースト - Bloodthirst （1999年）
- ゴア・オブセスト - Gore Obsessed （2002年）
- ザ・レッチド・スポーン - The Wretched Spawn （2004年）
- キル - Kill （2006年）
- エヴァイスレイション・プレイグ - Evisceration Plague （2009年）
- トーチャー - Torture （2012年）
- スケェラァトュル・ドメイン - A Skeletal Domain （2014年）
- レッド・ビフォー・ブラック - Red Before Black （2017年）
- ヴァイオレンス・アンイマジンド - Violence Unimagined （2021年）

### シングル・ミニアルバム
- ハンマー・スマッシュド・フェイス - Hammer Smashed Face （1993年）
- デボーレッド・バイ・ヴァーミン - Devoured by Vermin （1996年）
- サクリファイス／コンフェッシャス - Sacrifice / Confessions （2000年）
- ウォーム・インフェステッド - Worm Infested （2002年）

### ライブアルバム
- ライブ・カニバリズム - Live Cannibalism （2000年）

### ベストアルバム
- デッドリー・トラックス - Deadly Tracks （1997年）

### ボックス・セット
- クラシック・カンニバル・コープス - Classic Cannibal Corpse （2002年）
- 15イヤー・キリング・スプレー・ボックス・セット - 15-Year Killing （2003年）

### 映像作品
- モノリッシュ・オブ・デス - Monolith Of Death （1997年）
- ライブ・カニバリズム - Live Cannibalism （2000年）
- ライブ・カニバリズム － アルティメット・エディション - Live Cannibalism - Ultimate Edition （2002年）